# 刘艳 (地理学家)
刘艳是一位澳大利亚华人地理学家。

## 生平
获得昆士兰大学地理信息科学博士学位，之后留校任教，担任昆士兰大学社会科学研究院研究员，地球与环境科学学院副院长。